# 范坡乡
范坡乡是中国河南省许昌市禹州市下辖的一个乡。

## 行政区划
范坡乡下辖：范坡村、刘店村、圈刘村、张刘村、孔陈村、彭庄村、山王村、东箕阿村、娄庄村、娄东村、张朋九村、姚召寺村、钧阳宫村、翟村、阎村、翟徐阎村、孔楼村、岗娄村、董庄村、前柴村、李楼村、潭陈村、火龙庙宋村、黄岗村、新前村、蜜蜂王村、邵庄村、阎庄村、下坡村、岗吴村、李庄村、前魏村、曹徐村、后营村、朱集村、前郭村。